# Октябрьский (Мурашинский район)
Октябрьский — посёлок в Мурашинском районе Кировской области, входит в состав Мурашинского сельского поселения.

## География
Посёлок расположен в 6 км к северо-западу от города Мураши. В посёлке существует ж/д станция — Комсомольский.

## История
Указом Президиума Верховного Совета РСФСР от 27 декабря 1940 года отнесено к разряду рабочих поселков селение Мехлесопункта Мурашинского района Кировской области, с присвоением наименования — рабочий посёлок Октябрьский.
Преобразован в сельский населённый пункт в 2005 году.
1 января 2006 года согласно Закону Кировской области от 07.12.2004 № 284-ЗО на территории посёлка образовано Октябрьское сельское поселение.
Законом Кировской области от 28 апреля 2012 года № 141-ЗО Октябрьское сельское поселение было упразднено, посёлок включен в состав Мурашинского сельского поселения.

## Население
| 1959 | 1970  | 1979  | 1989  | 2002  | 2010  |
| ---- | ----- | ----- | ----- | ----- | ----- |
| 2919 | ↗3773 | ↘2911 | ↘2507 | ↘1984 | ↘1565 |